# Dead of Night
Dead of Night (també coneguda com Deathdream) és una pel·lícula de terror de 1972 dirigida per Bob Clark, escrita per Alan Ormsby, i protagonitzat per Richard Backus, John Marley i Lynn Carlin. Filmada a Brooksville (Florida), es va inspirar en el conte de W. W. Jacobs "The Monkey's Paw".

## Argument
Al Vietnam de 1972, el soldat estatunidenc Andy Brooks és disparat per un franctirador i cau a terra. Quan mor, sent la veu de la seva mare cridant: "Andy, tornaràs. Has de fer-ho. Ho has promès".
Temps després, la seva família rep l'avís de la seva mort en combat. El pare d'Andy, Charles, i la germana, Cathy, comencen a plorar, però la seva mare, Christine, s'enfada i es nega a creure que Andy ha mort. Mentrestant, un camioner s'atura en un restaurant i diu que ha agafat un autoestopista que és soldat. Hores més tard, en plena nit, l'Andy arriba a la porta d'entrada de la casa familiar amb uniforme complet, aparentment il·lès; la família el rep amb alegria, concloent que l'avís de la seva mort va ser un error. Quan el pare diu que pensaven que l'Andy s'havia mort, ell respon: "Ho vaig fer". La família riu, pensant que això és una broma.
En els dies vinents, l'Andy mostra un comportament estrany i retraït, parlant només poques vegades, vestint-se d'una manera oculta i passant els dies assegut per casa, apagat i anèmic. A la nit, però, s'anima inexplicablement, vaga per la ciutat i passa temps al cementiri local. Mentrestant, la policia local investiga l'assassinat d'un camioner local, que va ser trobat amb la gola tallada i el cos buidat de sang.
Charles intenta enfrontar-se a Christine sobre el comportament erràtic d'Andy. Christine insisteix que Charles és massa autoritari amb Andy; Charles contesta que Christine va fer que Andy fos massa sensible en sufocar-lo. Andy continua mostrant un comportament estrany: ataca un noi veí que intenta demostrar les seves habilitats de karate, després mata el gos de la família quan intenta protegir el noi. Charles és testimoni de l'assassinat, li diu a la seva dona que el seu fill està boig, i després va al bar, on li explica al seu amic, un metge, el que va fer l'Andy.
Charles porta el metge a casa i li ofereix a Andy una revisió gratuïta. El metge li fa preguntes a l'Andy relacionades amb el camioner, sospitant que és qui el va matar. Més tard, el metge li explica a Charles sobre el conductor del camió i li diu que ha d'informar la policia sobre la sospitosa coincidència del retorn d'Andy. Andy el visita al seu despatx a mitja nit, exigint enutjat una revisió, però el metge no pot detectar el pols ni els batecs del cor. L'Andy li diu: "He mort per tu, Doc. Per què no hauries de tornar el favor?" Ataca i mata el metge amb una xeringa, després l'utilitza per injectar la sang del metge al seu braç. És clar que l'Andy és una mena de vampir o zombi que necessita la sang dels altres per revigoritzar el seu cos en descomposició.
L'endemà, Charles s'assabenta que el metge va ser assassinat i es convence que el seu fill és el responsable de la mort. Quan la Christine li diu que l'Andy té una doble cita amb la seva estimada de secundària, la Joanne, la seva germana i el seu millor amic, en Bob, en Charles agafa la seva pistola i els va a buscar. En un autocinema, Andy decau visiblement per falta de sang. La Cathy i en Bob deixen breument el cotxe per anar a buscar més crispetes. La Joanne intenta entaular una conversa amb l'Andy, però quan la decadència d'Andy es fa més visible, ataca i mata a la Joanne. La Cathy i en Bob tornen al cotxe per trobar l'Andy en un frenesí furiós i els ataca. Andy estrangula i mata en Bob i intenta atropellar la Cathy amb el cotxe. Un desconegut empeny la Cathy al costat i és colpejada per Andy i la mata. Andy fuig al cotxe abans que pugui injectar la sang de les seves víctimes.
Andy torna a casa, on la seva mare el protegeix del seu pare. Charles, afectat pel dolor, se suïcida quan veu el monstre en què s'ha convertit el seu fill. Mentre Christine està allunyant l'Andy, la policia li dispara dos cops i els seus trets incendien el cotxe. La persecució policial acaba al cementiri on Andy havia passat el temps. Descobreixen el seu cadàver en descomposició retorçant-se en una tomba poc profunda sota una làpida on Andy havia dibuixat el seu propi nom i les dates del seu naixement i mort. Christine plora mentre intenta tapar el cadàver amb brutícia. El seu cotxe explota i ella diu als agents: "L'Andy és a casa. Alguns nois no tornen mai a casa".

## Repartiment
- John Marley - Charles Brooks
- Lynn Carlin - Christine Brooks
- Richard Backus - Andy Brooks
- Henderson Forsythe - Doc Allman
- Anya Ormsby - Cathy Brooks
- Jane Daly - Joanne
- Michael Mazes - Bob
- Virginia Cortez - Rosalie
- Bud Hoey - Ed

## Producció
El rodatge va tenir lloc a Brooksville (Florida), a la tardor de 1972, sota el títol provisional The Night Walker. El director de fotografia Jack McGowan va dir que Clark, que prové de Ft. Lauderdale, Florida, generalment va preferir rodar a l'estat, i que van triar rodar la pel·lícula a Brooksville a causa del seu aspecte insignificant de petita ciutat americana. El rodatge va durar tres mesos, i va presentar certs problemes logístics, com ara trobar ubicacions per a escenes del cementiri i evitar les llums de Nadal durant les vacances. Gran part de la pel·lícula es va rodar al 312 de South Brooksville Avenue.

## Estrena
Dead of Night fou estrenada el 30 d'agost de 1974, a Tampa, Florida.

### Recepció crítica
A l'agregador de ressenyes Rotten Tomatoes, Deathdream té una puntuació d'aprovació del 83%, basada en 12 ressenyes, i una puntuació mitjana de 6,72/10.
En una ressenya contemporània, Chuck Middlestat de l' Albuquerque Journal va considerar que la pel·lícula era una "esponja lleugera que comença bastant lentament però que es converteix en un bon mossegador d'ungles en l'última mitja hora", però va assenyalar el diàleg com a feble, i va afegir que "els actors... ho fan tan bé com podrien amb línies d'estudiant de segon any". Dorothy Smilianich del St. Petersburg Times va pensar que la pel·lícula només funcionava quan es considerava una al·legoria de la participació dels Estats Units en la guerra del Vietnam, afirmant: "Poques vegades a les pel·lícules hi ha un missatge tan obvi o estridentment polític. La guerra converteix els homes en monstres, que, com l'arquetípic Frankenstein, pot girar i destruir el seu creador". Va afegir que Clark "no aporta res nou al gènere, però entén bé les tècniques per crear terror."
En una revisió retrospectiva, Glenn Erickson de DVD Talk va escriure: "El motiu pel qual funciona Deathdream és la seva posada en escena dramàtica superior. Els actors són excel·lents, especialment John Marley i Lynn Carlin., ambdós homenatjats pels seus papers a Faces de a John Cassavetes. Clark posa en escena les escenes domèstiques amb una gran senzillesa i el que més recordem són les mirades de desconcert. en cares ben emmarcades." Paul Corupe de DVD Verdict va escriure, "Deathdream, la segona col·laboració del director Bob Clark i el guionista Alan Ormsby, és un marcat salt artístic i tècnic des del sobrevalorat llargmetratge de debut de la parella, Children Shouldn't Play with Dead Things. Un gir modern al clàssic tema "Aneu amb compte amb el que voleu", el guió d'Ormsby equilibra una al·legoria aguda de la Guerra del Vietnam amb aspectes pulp: un final "xoc", moments diferents d'alleujament còmic morbós i retribució més enllà de la tomba arrancada de les pàgines d'un còmic de terror dels anys 1950."
A The Zombie Movie Encyclopedia, l'acadèmic Peter Dendle va escriure: "Tot i que no és gaire animada i en última instància anticlimàtica, la pel·lícula manté un estat d'ànim calculat de malestar descentrat des del principi fins al final, i està reforçada per actuació forta i diàleg plausible." Glenn Kay va escriure a Zombie Movies: The Ultimate Guide que Deathdream és una de les obres més esgarrifoses i que fa reflexionar de [Clark]".

### Mitjans domèstics
Blue Underground DVD va llançar una edició especial de Deathdream el 2004. El 2017, Blue Underground va estrenar una versió en resolució 2k per Blu-ray. Les característiques especials inclouen un comentari d'àudio de Bob Clark, un comentari d'àudio d'Alan Ormsby, el curt Tom Savini: The Early Years, el curt Deathdreaming: Interview with Star Richard Backus, títols d'obertura alternatius, seqüència de final ampliada, tràilers i un pòster i una galeria de fotos.